# Vườn quốc định Yamato-Aogaki
Vườn quốc định Yamato-Aogaki (大和青垣国定公園 Yamato-Aogaki Kokutei Kōen) là vườn quốc gia dự kiến nằm ở phía đông bắc của tỉnh Nara, Nhật Bản. Được thành lập vào năm 1970, khu vực này bao gồm một khu vực liên tục trải dài qua các đô thị Nara, Tenri và Sakura.
Tại đây có ngọn Núi Miwa, một trong những thánh địa của Thần đạo với Đền Ōmiwa, một trong những đền thờ Thần đạo đầu tiên ở Nhật Bản và một số gò chôn cất Thời kỳ Kofun. Các địa điểm đáng chú ý khác bao gồm Đền Byakugo, Shoryakuji, Enshoji, Koninji, Isonokami, Chogaku, Hasedera.